# Трайон-палац
Трайон палац був офіційною резиденцією та адміністративним офісом британських губернаторів провінції Північна Кароліна з 1770 по 1775 рік, тоді він був відомий як Палац губернаторів. Розташований у Нью-Берні, палац часто був у центрі державних подій та королівської гостинності. Резиденцію захопили американські повстанські війська у 1775 році. Незабаром після того, як столиця штату у 1792 році була перенесена до Ралі, головна будівля згоріла. Сучасна будівля була відновлена за оригінальним планам архітектора, що був споруджений на місці у 1950-х роках й відкритий для громадськості у 1959 році. Також було відтворено палацовий сад у 6,5 гектарів насаджень, що представляють три сторіччя ландшафтної та садівничої спадщини. Сьогодні палац є державною історичною пам'яткою.
До палацового комплексу додано музейний комплекс з двох музеїв: Пепсі й Історичний музей.

## Історія

### Рання історія

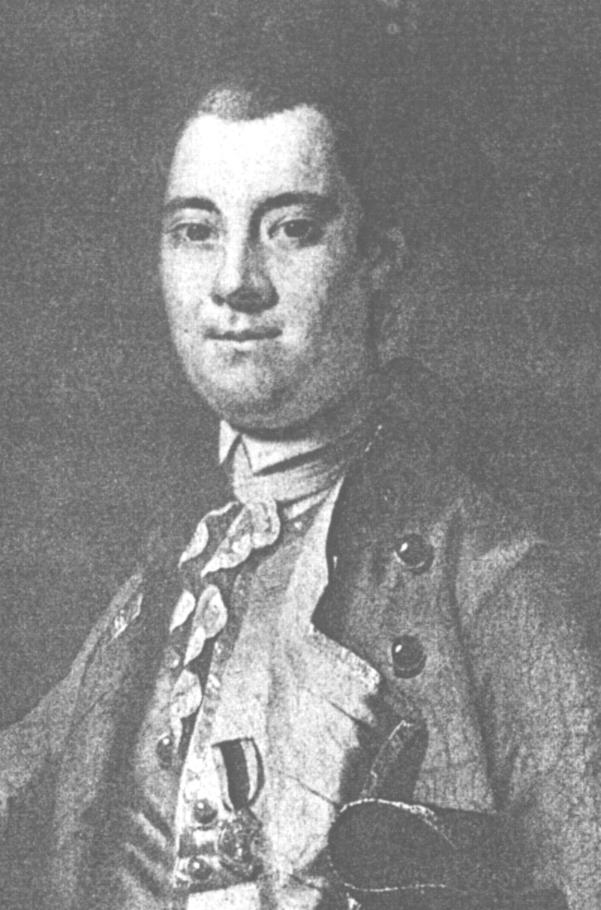
Ймовірний портрет Вільяма Трайона, першого губернатора Північної Каролайни, що мешкав у палаці з 1770 року. Автентичний портрет 8-го британського губернатора невідомий

Вільям Трайон був британським офіцером і колоніальним чиновником, що виконував функції губернатора Північної Кароліни з 1765 по 1771 рік. Трайон бачив потребу в центральному будинку уряду коли ще був лейтенант-губернатором. Після вступу на посаду губернатор Трайон працював з архітектором Джоном Хоуком, щоб скласти план урядового будинку, подібного до інших британських колоніальних структур того часу. У грудні 1766 року законодавча влада Північної Кароліни надала 5000 фунтів на будівництво «споруди». Суми було недостатньо й палац обійшовся у 10 тисяч фунтів, що зібрали додатковим податком на палац. Будівельників наймали з Філадельфії, бо місцеві не знали необхідної будівельної технології.
Будівництво будинку викликало велику суперечку у Північній Кароліні, де більшість розглядали це як непотрібний, екстравагантний показ влади Англії. Додаткове оподаткування для фінансування проекту було накладено губернатором на громадян провінції, що вже відчували себе перевантаженими оподаткуванням. Це виявилося занадто багато й послужило головним каталізатором у Війні регулювання у Північній Кароліні; що завершилося битвою при Аламансі 16 травня 1771 року, а згодом призвело до повішення 7 осіб. Непопулярний Трайон залишив Північну Кароліну 30 червня 1771 року, щоб стати губернатором британської провінції Нью-Йорк 8 липня того ж року. Він прожив у будинку лише трохи більше року.
У травні 1775 року, коли почалася американська революційна війна, губернатор Джосая Мартін втік з палацу. Повстанці захопили Палац й зберегли його як місце свого правління. У ньому були проведені перші загальні збори нового штату, а багато меблів було виставлено на аукціон для фінансування його адміністрації. Північна Кароліна була прийнята до новостворених ЗДА у 1789 році. Через 3 роки Ралі став столицею штату . У палаці мешкали чотири губернатори штату — Річард Касвелл, Абнер Неш, Олександр Мартін та Річард Доббс Спейт.
Згодом палац використовувався під школу, пансіонат та масонську ложу. Пожежа у винарні трапилася у 1798 році, що знищила палац. Врятовано лише кухонний флігель та стайня. Проте кухонний флігель було знищено на початку 19 сторіччя. З оригінальних будівель досі стоїть лише стайня.

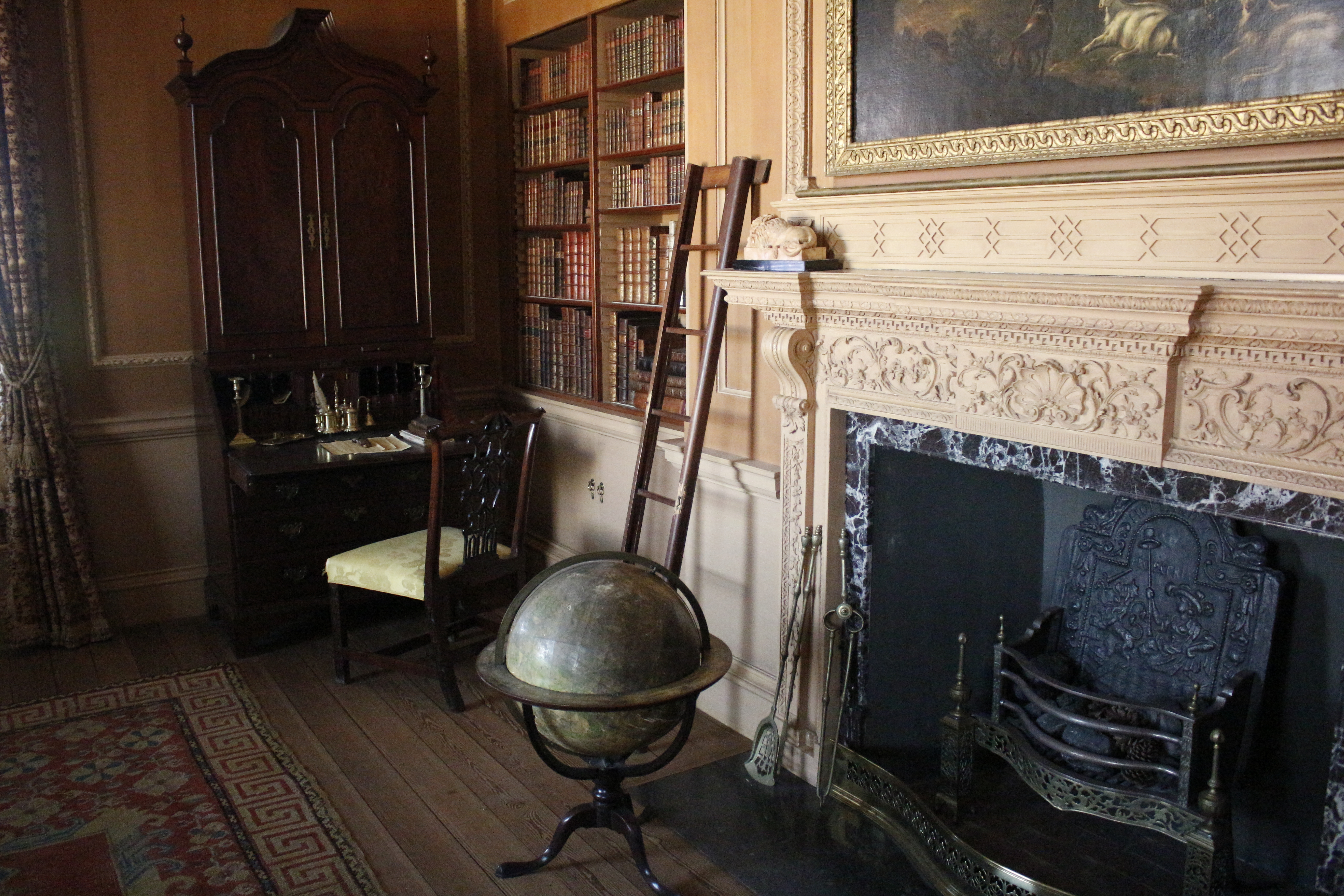
Бібліотека губернатора

## Будинки

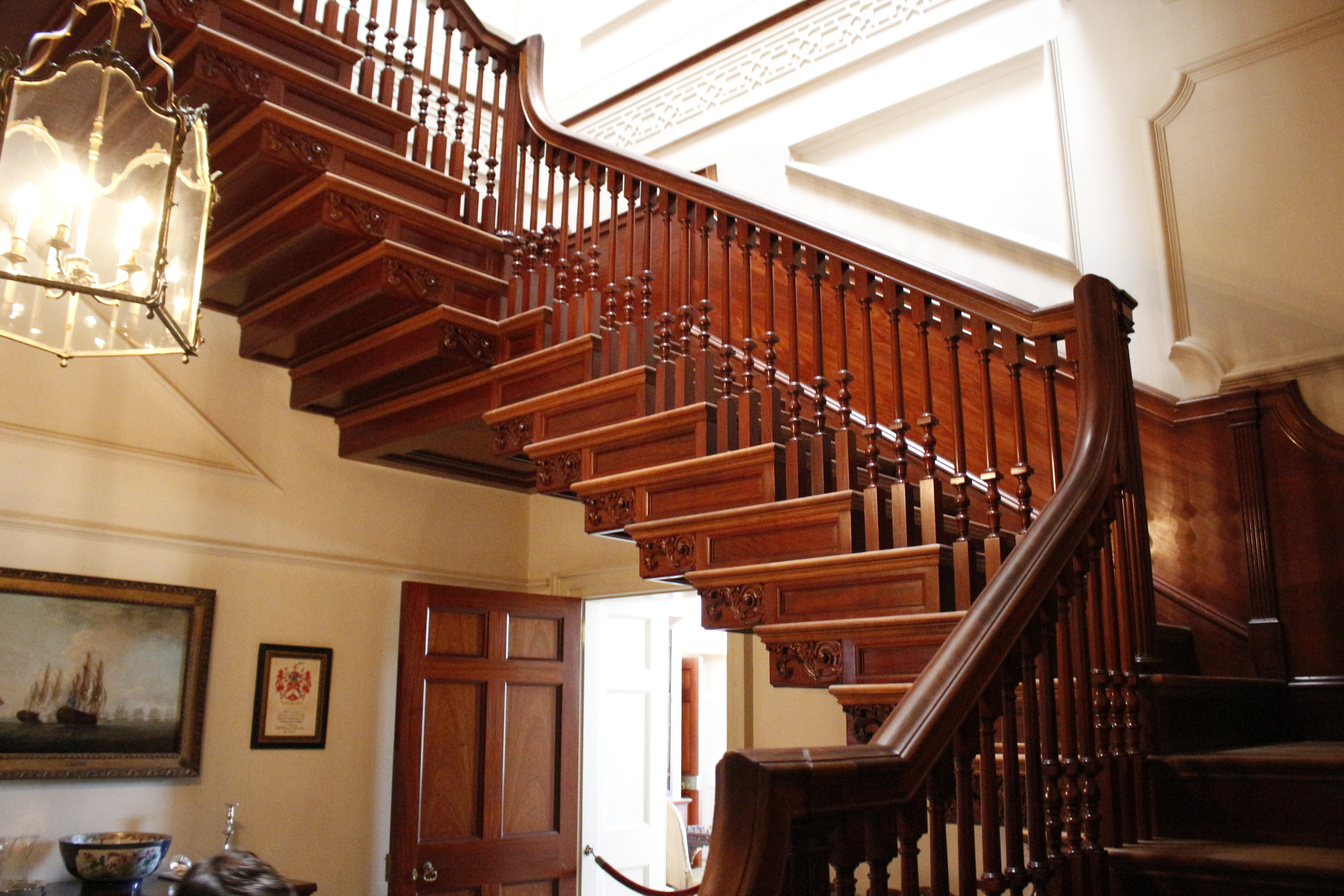
Великі сходи

Палац Трайона включає кілька споруд, крім основної будівлі. Стайня насправді є єдиною оригінальною структурою, що все ще існує. Кухня відокремлена від Палацу, як це було звичайно у той час. Після пожежі 1798 року підстави були розділені на партії та продані.
На початку 1830-х років для Джорджа У. Діксона, заможного кравця-торговця, що був тоді мером Нью-Берна, було побудовано будинок (George W. Dixon House).
Будинок Роберта Хея побудовано на початку 19 сторіччя, придбано у 1816 році Робертом Хеєм, шотландським іммігрантом та виробником фургонів.
Будинок Джона Райт Стенлі — видатний зразок джорджіанської архітектури й служив домом для кількох поколінь цієї родини. Члени родини Стенлі брали активну роль на сцені американської історії під час американської революції, раннього національного періоду та громадянської війни.
Академія Нью-Берна була першою школою в Північній Кароліні, створеною законним розпорядженням, в 1766 році. Як й Палац, оригінальний будинок академії було знищено вогнем у 1795 році. Нинішня структура була побудована між 1806 й 1809 роками.

## Сади
Сади палацу займають 6,5 гектарів, що охоплюють три сторіччя історії садово-паркового мистецтва. Головним є сад Колоніального відродження XX сторіччя; також включають Сад дикої природи XVIII сторіччя, в якому представлені місцеві рослини, що зустріли перші європейські поселенців у цій місцевості та пишний сад у вікторіанському стилі.

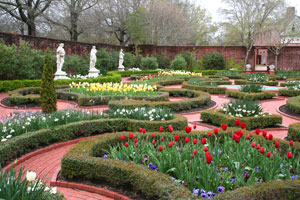
Палацовий сад

Хоча, здається, губернатор Трайон мало цікавився садівництвом, дві карти Нового Берна, намальовані Клодом Ж. Сотьє у 1769 році, коли Палац ще будувався, відкривають два різні плани саду.
Більше двох сторіч пізніше, у 1991 році, дослідники Палацу відкрили ще один план. У колекціях Academia Nacional de la Historia у Венесуелі вони знайшли садовий план палацового архітектора Джона Хокса, що він подарував венесуельському мандрівнику Франсиско де Міранді, який дуже захоплювався Палацом, коли він відвідав Новий Берн у 1783 році. Цей план передбачає сильний французький вплив замість очікуваного англійського садового стилю.
Ймовірно, це робота Сотьє, який народився у Франції у 1736 році та вчив креслення. У 1763 році він написав «Трактат про публічну архітектуру та планування саду», що відображає сильний вплив двох садівників-французів 18 сторіччя, один з яких навчався за дизайнером Версаля.
Сотьє прибув до Америки ще до Американської революції, щоб працювати картографом. У 1768 році губернатор Тріон найняв його, щоб намалювати серію мап міст Північної Кароліни, включно з мапою Нью-Берна. Подібність стилю між картами міста та планом саду, виявленими у Венесуелі, свідчить про те, що Сотьє створив їх усіх.
Жоден з історичних планів саду ніколи не був реалізований у Палаці. Нинішні сади проектував Морлі Вільямс під час реставрації палацу. Перш ніж брати участь у проекті Палацу, Вільямс працював на факультетах Гарвардського та Північно-Каролінського державних університетів та допомагав у відновленні садів на МаунтВернон та Стратфорд Холл. Його дизайни виконані в стилі колоніального відродження, що широко використовувався в середині 20 сторіччя.
З відкриттям Центру історії Північної Кароліни у 2010 році, в сади тепер входить територія, наповнена різноманітністю прибережних рослин, що живуть по річковим краям прибережної Північної Кароліни. Вони виживають як у повінь, так й у посуху, а також забезпечують їжею та притулком для різноманітних диких тварин

## Історичний центр Північної Кароліни

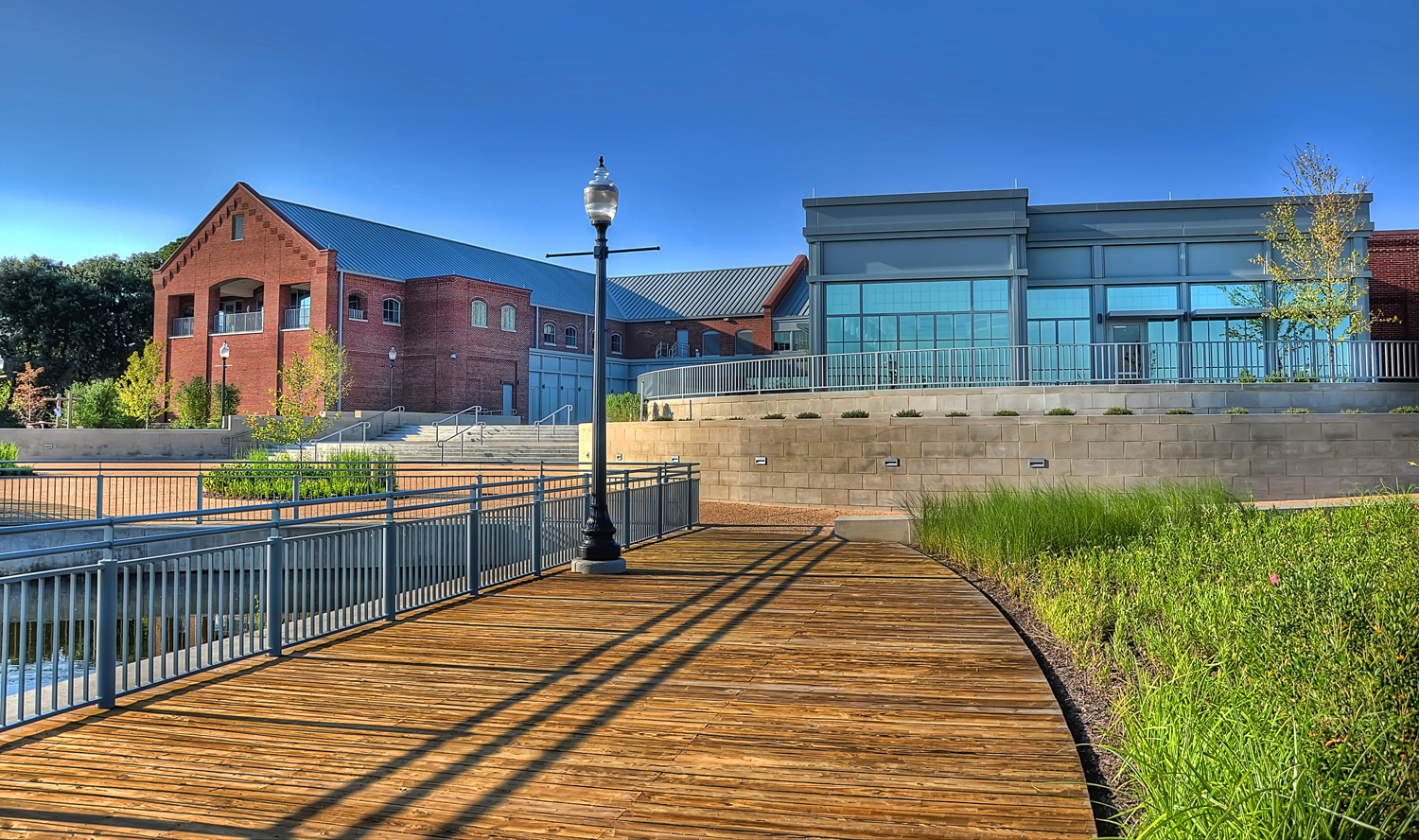
Історичний центр Північної Кароліни

У жовтні 2010 року палац Трайон відкрив історичний центр Північної Кароліни площею 5600 м2 на ділянці у 6 гектарів над річкою Трент, що прилягає до Палацу губернаторів (західна сторона), у центрі міста Нью-Берн (східна сторона). У ньому представлені інтерактивні технології та програми живої історії. Нова будівля містить два основні музеї — Сімейний центр Пепсі та Краєзнавчий музей, музейний магазин, дві кімнати з орієнтацією та більший простір для програмування, який можна використовувати як аудиторії, сучасний зал виконавських мистецтв на 200 місць, кафе на набережній, програмно-адміністративні офіси.
Відвідувачі входять у Сімейний центр Пепсі через віртуальну машину часу, що переносить їх у 1835 рік у округ Крейвен. Тут можуть бути прийняті історичні ролі, що дозволяють проводити ряд практичних заходів. Центр надає міжпоколінну інтерактивну навчальну пригоду для батьків то дітей, що працюють у командах: плавання на кораблі, перегонка скипидару та виготовлення військово-морських магазинів, вибивання електронних ковдр та допомога крамарям у пошуку магазинів для сушильників.
Краєзнавчий музей був перетворений з звичайного музею артефактів у музей, що включає шарувату контекстну графіку, мультимедіа та інтерактивність відвідувачів. Він надає відвідувачу вивчення взаємозв'язків центрального прибережного району Північної Кароліни зі світом, навчає, як місцеві події були пов'язані з державними, національними та міжнародними подіями.
Ділянка історичного комплексу є колишнім промисловим або Браунфілдським земельною ділянкою. Вона була класифікована як власність Суперфонду та основний забруднювач басейну річки Нойз. Управління санацією здійснювалося в рамках Суперфонду Північної Кароліни, що є частиною Департаменту довкілля та природних ресурсів Північної Кароліни (DENR).
Це природоохоронний проект, що включає будівництво водно-болотних угідь, що фільтрують стічну воду з 50 акрів історичного району Нового Берна. Стік уловлюється у великій підземній цистерні, що переробляє воду для зрошення та поповнення водно-болотних угідь. Місце для паркування також має проникну поверхню, що дозволяє поглинати стік. Будівля побудована з вторинних матеріалів. Комісійний агент забезпечив ефективність роботи всього механічного та електричного обладнання. Крім того, Історичний центр Північної Кароліни планується пройти сертифікацію LEED на срібному рівні (лідерство в екологічному та енергетичному дизайні).
Ландшафт парку центру пропонує експонати на відкритому повітрі, щоб заохотити відвідувачів досліджувати природну історію центрального узбережжя, а також історію природознавця та дослідника Джона Лоусона, що мешкав на сході Північної Кароліни у 1710 році. Знання землекористування переселенців 18-го сторіччя навчає відвідувачів про кращі екологічні практики 21 сторіччя.

## У популярній культурі
- Три епізоди телесеріалу FOX Сонна лощина були зняті на території палацу.[7]
- Співробітники та будівлі Палацу Трайона також послужили фоном для початку 1800-х років, зображеним у документальному фільмі «Таємниця кораблегину Марді Грас».[8]

## Подальше читання
- Barefoot, Daniel W. (2006). Tryon Palace. У Powell, William S. (ред.). Encyclopedia of North Carolina. University of North Carolina Press. Процитовано 20 липня 2018.